# كارلوس ليموس
كارلوس ليموس (بالإسبانية: Carlos Lemos Romaña) هو منافس ألعاب قوى كولومبي، ولد في 3 يونيو 1988.

## وصلات خارجية
- كارلوس ليموس على موقع الاتحاد الدولي لألعاب القوى (الإنجليزية)
- كارلوس ليموس على موقع أوليمبيديا (الإنجليزية)